# Иконому, Константинос
Константинос Иконо́му (греч.  Κωνσταντίνος Οικονόμου ), официально Константинос Иконо́му о экс Иконо́мон (греч.  Κωνσταντίνος Οικονόμου ο εξ Οικονόμων), 27 августа 1780, Царицани — 8 марта 1857, Афины) — греческий священник и богослов. Видный представитель Новогреческого просвещения.
Российский историк Николай Юрьевич Селищев именует Константина Иконому «великим греческим богословом и проповедником, членом Российской Императорской Академии Наук».

## Биография

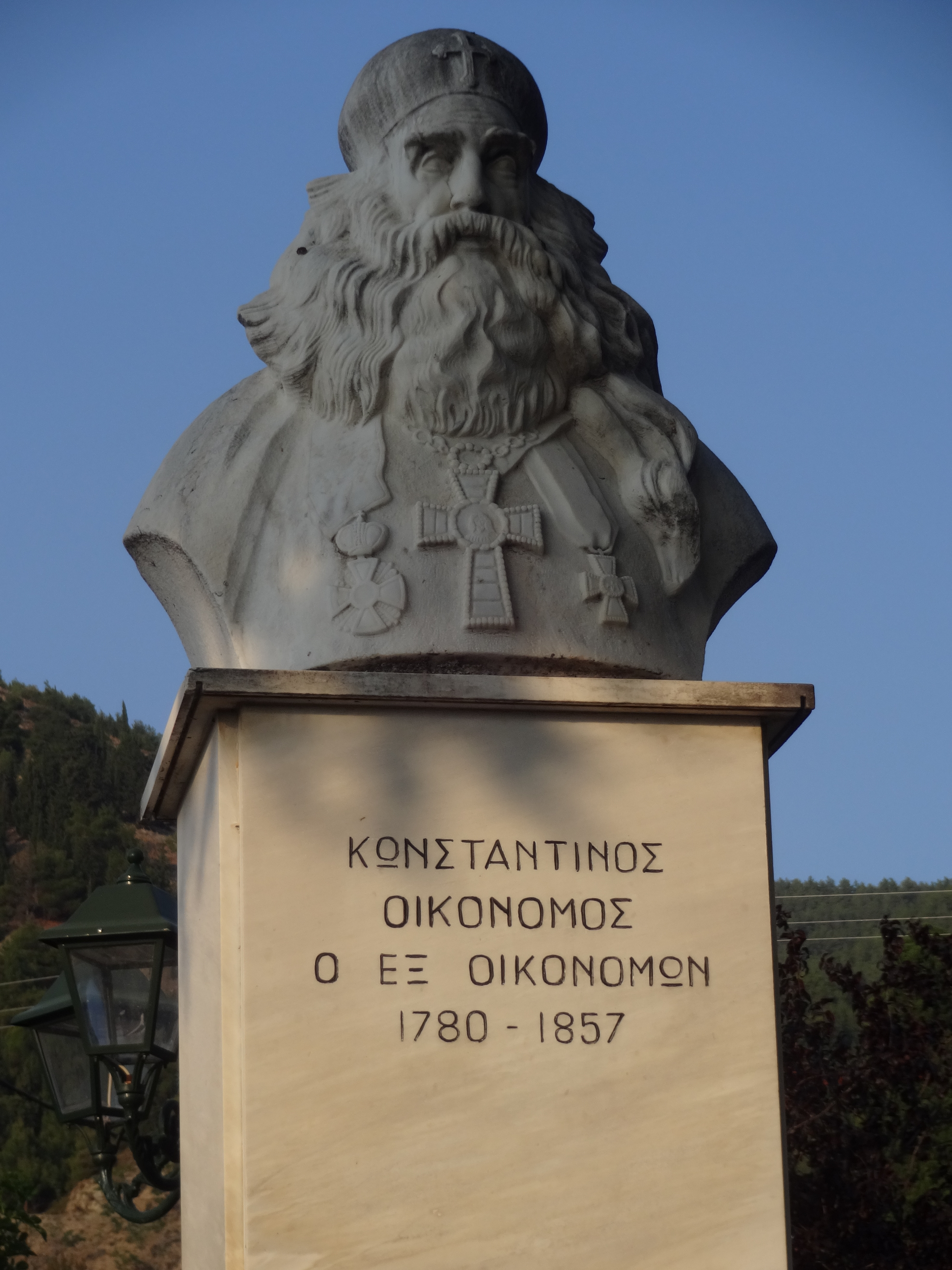
Бюст Константина Иконому в Царицани

Константинос Иконому родился в фессалийском городке Царицани в 1780 году. Царицани был в тот период резиденцией церковной епархии Элассоны (митрополии Элассоны):88.
Родителей звали Кирьякос и Анти. Первые уроки получил у отца, который, будучи грамотным и учёным для своей эпохи, занимал должность эконома митрополии Царицани и Элассоны.
У отца Константин учился греческому и латинскому языкам.
Константин изучил также древние формы греческого языка и писал подражения Гомеру.
Продолжил свою учёбу в Амбелакии, где кроме прочего учился и французскому языку.
В возрасте 13 лет стал анагностом (Чтец (клирик)) и через 8 лет был рукоположён во диаконы.
В 20-летнем возрасте женился. В 1808 году у него родился сын Икономос, Софоклис (1808—1877), ставший впоследствии известным богословом, философом, врачом и собирателем народных песен.
На 25-м году жизни Иконому был рукоположён в пресвитеры.
Немногим позже и после смерти отца, он получил его должность эконома и стал проповедником епископии Элассоны.
В 1806 году, по причине восстания попа Евтимия Влахаваса, был в числе пленённых турко-албанцами Али-паши Тепеленского, но был освобождён после предоставления выкупа.
После освобождения стал учителем и отправился в Серре и Фессалоники. Был назначен Вселенским Патриархатом Экзархом Салоник, и эпитропом (замещающим епископа в отдалённых приходах) салоникского епископа Герасима.
Константин оставался 2 года в Салониках, проповедывая в школах и собраниях верующих. Одновременно он изучал философию и математику.
В 1809 году, по приглашению, отправился в Смирну, где вместе со своим бывшим учителем Константином Кумасом основал «Филологическую гимназию», и преподавал там греческую филологию и ораторское искусство.
В 1819 году Иконому был вынужден оставить Смирну и отправился на Лесбос, а оттуда в Константинополь, где патриарх удостоил его титулом «главного и всеобщего иерокирикса Великой Церкви Христа с правом произносить проповеди во всех церквях греческого рода православных».

## В России
С началом Греческой революции на всей территории Османской империи прошла волна погромов и турецкой резни православного греческого населения.
Иконому бежал из Константинополя на корабле греческого виноторговца.
Капитан Г. Алексиу сумел вывести своё судно, гружённое вином, из Константинополя. На борту судна, среди бочек вина, прятались 18 беженцев, включая Иконому. Алексиу привёл судно в российскую Одессу, где в то время существовала сильная и влиятельная греческая колония и где Иконому было предоставлено убежище.
После его прибытия в Одессу в город было доставлено тело повешенного турками и отданного на поругание священномученика патриарха Григория V.
Погребение патриарха было совершено в Троицком греческом храме Одессы 19 июня 1821 года.
Иконому произнёс над гробом патриарха одну из своих лучших проповедей, которая вскоре была расшифрована и переведена на русский язык, печатные копии которой разошлись среди греческой и русской публики.
В 1822 году он отправился в Санкт-Петербург, где был принят императором Александром I. Санкт-Петербургская духовная академия и Петербургская академия наук признали заслуги Иконому в области богословия и филологии и избрали его в свои члены. Некоторые сегодняшние исследователи утверждают, что в Петербурге он познакомился с Иоанном Каподистрией, который до начала 1822 года был министром иностранных дел России. Он познакомился также с богатыми греческими купцами братьями Мантосом и Георгиосом Ризарисами, которым в дальнейшем, в 1841 году, оказал содействие в создании в Греции Ризарийской богословской школы.
Вр время своего пребывания в России он издал в 1828 году «Трактат о ближайшем родстве славянорусского с греческим» (Δοκίμιο περί της πλησιέστατης συγγενείας της Σλαβονορρωσικής προς την Ελληνική). Иконому ставил своей целью вызвать симпатии русского народа, будучи твёрдо убеждённым, что спасение Греции придёт из России.
В 1830 году он издал другую большую свою работу, «О правильном произношении греческого языка» («Περί της γνησίας προφοράς της Ελληνικής γλώσσης»), в которой указывал, что сегодняшнее произношение и есть правильное, в отличие от предполагаемого произношения Эразма.
После своего переезда в Россию, Константин Иконому стал подписывать свои книги как Константинос Иконому о экс Икономон (греч.  Κωνσταντίνος Οικονόμου ο εξ Οικονόμων).
Последнюю приписку экс Икономон современный греческий филолог и литературный критик Димарас, Константинос (1904—1992) объясняет как продукт подражания западным титулам благородства типа von или de.
В 1830 г. Иконому был избран почётным членом Московского университета.
В 1832 году он решил уехать в возрождённое греческое государство. Перед отъездом Иконому получил Орден Святой Анны и ему была предоставлена пожизненная пенсия.
По пути в Грецию Иконому посетил Пруссию. Берлинская Академия на торжественной церемонии провозгласила его своим членом-корреспондентом. Он встретился также с королём Пруссии, который наградил его орденом Красного орла.
В Италии Иконому встретился с рядом видных лиц, среди которых был и Папа Григорий XVI.
Диалог Иконому с учёными и богословами России и Западной Европы сделали этого скромного священника из Царицани большим и достойным послом и посредником Православия и интересов греческого рода.

## В Греческом королевстве
Константин Иконому приехал в Греческое королевство в октябре 1834 года. Обосновался первоначально в Нафплионе, а затем в Афинах.
Обладая церковным авторитетом, Иконому возглавил борьбу против политики уменьшение влияния и роли религии в образовании, подчинения церкви государству и её автокефализации, проводимой греческим королём, баварцем Оттоном, при поддержке многих греческих просветителей, занявших ключевые посты в министерстве образования.
Он отказался от должности профессора, в силу несогласия с образовательной политикой властей.
Иконому был наиболее авторитетным противником реформ и вокруг него объединились последователи церковного предания.
Главным оппонентом Иконому стал его земляк, фессалиец Фармакидис, Феоклит (1784—1860), который стал одним из инициаторов переустройства Элладской Церкви на новых началах.
Иконому характеризуется как доминирующая фигура консервативного лагеря, боровшегося последовательно с сторонниками нового порядка в церковных делах Греции. Против Фармакидиса он обрушивался на личном уровне, выступая со статьями в разных журналах.
Известный богослов Хризостом Пападопулос, впоследствии Хризостом I (архиепископ Афинский) (1868—1938), писал много лет спустя, что « до приезда Иконому, не было в Греции священника, имевшего силы противостоять Фармакидису и поставить под сомнение его принципы, никто другой в действительности не мог вести борьбу, которую вёл Иконому».
Иконому был противником анти-византийской программы правительства.
Он отвергал декларируемую «борьбу с пережитками византийской архитектуры и живописи и возвращения к древнегреческому идеалу красоты». В отличие от модернистов он был сторонником сохранения монофонического византийского пения и выступал против подражания западным образцам в иконописи.
Иконому выступил против перевода Священного Писания на современный ему простонародный греческий язык (димотика), который выполнил священник и новогреческий просветитель хиосец Вамвас, Неофитос.
Он выступал против антиканонического решения принятого королевским указом, о подчинении Элладской Церкви властям, повторявшим организацию церкви в Баварии. Он также выступал против сокращения числа епископов, которые при вступлении на кафедру были теперь обязаны приносить клятву на верность королю.
Иконому не был противником автокефалии. Но будучи верным церковным традициям он стал главным противником одностороннего, неканонического, провозглашения автокефалии Элладской Православной Церкви в 1833 году. Он настаивал на том, что даровать независимость — исключительное право Матери-Церкви — Вселенского Патриархата.
Иконому также считал, что автокефалия станет препятствием для завершения объединения греческой нации (большинство греческого населения оставалось на османской территории и следовательно под юрисдикцией Вселенского патриарха) и продолжал придавать Патриарху полномочия национального лидера:347.
Иконому лично составил и послал в Константинополь послание, с 10 предпосылками, в которых высказывал свои взгляды о автокефалии. Это послание стало ядром Синодального Томоса 1850 года, положившего конец кризису, предоставившего Элладской Церкви законную автокефалию и положившую конец неканонической автокефалии.
Иконому стал защитником монашества и протестовал против закрытия монастырей и конфискации их земель.
Он был противником взгляда на богословие как на самостоятельную рациональную науку. Он вёл последовательную полемику с преподавателями богословского факультета и, в основном, с Фармакидисом.
В своих работах и выступлениях Иконому защищал святоотеческое наследие, противопоставляя его новому богословию.
Полемическую деятельность Иконому сочетал с просветительской и научной деятельностью.
Политически он принадлежал к так называемой «Русской партии»:365.
В 1839 году был он обвинён в участии в подпольном военно-политическом «Дружественном Православию Обществе»:384.
Константин Иконому умер в Афинах 8 марта 1857 года, в возрасте 77 лет.
Похоронен во дворе Монастыря Петракиса в Афинах. Надгробную речь произнёс министр по делам церкви и образования и близкий друг Константина Иконому Михаил Схинас.
Согласно завещанию покойного богослова, большие суммы денег получили Халкинская богословская школа, библиотека Афинского университета и Гимназия в Царицани.

## Награды[13]
- Командор Ордена Спасителя (Ταξιάρχης του Βασιλικού Τάγματος του Σωτήρος).
- Командорский крест (Σταυρός των Ταξιαρχών)
- Российский император Николай I наградил его Орденом Святого Владимира с «Большой золотой медалью».
- На похоронах Иконому король Оттон наградил его орденом Великого командора (Μεγάλων Ταξιαρχών) Ордена Спасителя и покойному богослову были отданы почести «Главнокомандующего павшего в боевых действиях».

## Память

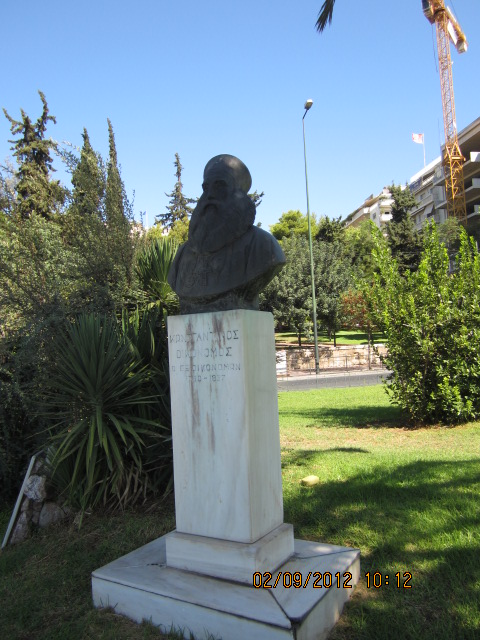
Бюст Иконому в скверике напротив афинской гостиницы Хилтон

Бюсты богослова установлен на центральной площади его родины, Царицани, и в сквере у гостиницы Хилтон греческой столицы.
Футбольная команда Царицани носит несколько необычное для футбола имя священника и богослова, уроженца города. Бюст богослова изображён на гербе команды.